# 김형범 (축구 선수)
김형범(한국 한자: 金炯氾, 1984년 1월 1일 ~ )은 대한민국의 은퇴한 축구 선수이다. K리그와 리그컵을 합산하여 K리그 역사상 가장 많은 프리킥 득점을 올린 주인공이기도 하다.

## 개요
서울특별시 출생으로 보인고등학교를 거쳐 건국대학교를 중퇴하였다. 정교하고 강력한 프리킥과 슈팅 능력으로 인하여 '프리킥의 마술사'라는 별명을 얻기도 했으며 데이비드 베컴처럼 프리킥을 잘찬다는 의미로 '형컴'이라는 별명을 얻기도 하였다. 오른발에서 터져 나오는 무회전킥을 무기로 삼아 '무회전 슈터'라는 별명이 붙기도 하였다.

## 클럽 경력
2004년 울산 현대 호랑이에 입단하였다. 2004년 7월 11일에 열린 성남 일화 천마와의 리그컵 경기에서 프로 데뷔골을 넣었다. 하지만 비슷한 포지션의 이천수, 최성국, 이종민과의 주전 경쟁에서 밀리며 주로 교체 선수로 뛰게 되었고, 설상가상으로 2005년 시즌 중반 부상을 당하여 경기에 출전하지 못하였다.
결국 타의에 의해 2006년 전북 현대 모터스로 이적하였으며, 이적 후 첫 시즌에 치른 AFC 챔피언스리그 조별리그 6경기에서 5골을 넣으며 팀의 대회 8강 진출에 혁혁한 공헌을 했다. 2006년 7월 팀 동료인 염기훈과 함께 차를 타고 가다 교통사고를 당하여 부상을 입기도 하였으나, 회복 이후 2006년 AFC 챔피언스리그 우승에 크게 공헌하였다. 2006년 K리그 최초로 팀을 FIFA 클럽 월드컵에 진출시키는 데 공헌하였고, FIFA 클럽 월드컵 5-6위전에서 오클랜드 시티 FC를 상대로 득점을 기록하기도 하였다. 하지만 2007년 3월 수원 삼성 블루윙즈와의 K리그 2라운드 경기에서 무릎 부상을 입어 6개월 동안 재활치료를 받은 후 9월 복귀하였다. 또한 2008년 11월, 성남 일화 천마와의 K리그 플레이오프 경기에서 발복 부상을 입어 6개월 동안 재활치료를 받다가 2009년 7월 수원 삼성 블루윙즈와의 K리그 15라운드 경기에서 복귀하였으나, 그 경기에서 무릎 부상을 입어 시즌 아웃 진단을 받는 등 연속적으로 큰 부상을 입어 많은 경기에 출전하지 못하였다.
2012 시즌을 앞두고 대전 시티즌으로 임대 이적하였다. 4월 23일 프리킥 득점을 성공시키며 2010년 9월 26일 이후 1년여 만에 골을 기록하였다.
2013년 경남 FC로 완전이적하였다.
2014년 시즌 종료 후 자유계약(FA) 자격을 얻었지만 경남과의 재계약에 실패해 국내외 이적을 모색하다가, 부리람 유나이티드로 이적하였다. 그러나 선수 등록을 하지 못해 리그 경기를 뛰지 못하였고 결국에는 계약을 해지하였다. 잦은 부상으로 결국 은퇴하였으며 지금은 경기도에서 골프사업을 하고있다.

## 국가대표팀 경력
2008년 10월 11일 우즈베키스탄과의 친선경기에서 A매치에 데뷔하였다.

## 플레이 스타일
주포지션은 오른쪽 윙어로써 174cm로 신체조건이 왜소한 편이지만 날카롭고 섬세한 프리킥을 보여준다.

## 그 외
2006년 K리그 올스타전에 선발되었으나, 교통사고를 당하여 부상을 입어 보띠가 대신 엔트리에 포함되었다.
2009년 7월 수원 삼성 블루윙즈와의 K리그 15라운드 경기에서 후반 31분 교체 투입되어 복귀전을 치렀으나, 후반 41분 곽희주의 태클에 넘어져 무릎 부상을 입어 교체 아웃되자, 이에 격분한 전북 현대 모터스의 일부 서포터들이 경기가 끝난 후 곽희주 선수를 비난하며 수원 삼성 블루윙즈 선수단 버스의 출발을 1시간 이상 지연시키고 물병을 투척하는 등 위협을 가하며 사과를 요구하였고, 이에 대한 한국프로축구연맹은 7월 15일 상벌위원회를 열어 전북 현대 모터스 구단에 벌금 700만 원의 징계를 내렸다.
현재는 유튜브에 자주 출연하고 있다.

## 경력

### 선수 경력
- 2004년 ~ 2005년  울산 현대 호랑이
- 2006년 ~ 2011년  전북 현대 모터스
- 2012년  대전 시티즌 (임대)
- 2013년  경남 FC
- 2014년  부리람 유나이티드

## 수상

### 개인
- 2008년 윈저어워즈 한국축구대상 베스트 11 MF부문상 수상
- 2008년 K리그 베스트 11 선정

### 클럽

#### 울산 현대 호랑이
- K리그 우승 1회 (2005년)
- 리그컵 준우승 1회 (2005년)

#### 전북 현대 모터스
- 대한민국 슈퍼컵 준우승 1회 (2006년)
- AFC 챔피언스리그 우승 1회 (2006년)

## 방송
- tvN 《전설이 떴다 군대스리가》 (2022년)